# Soignes-i erdő

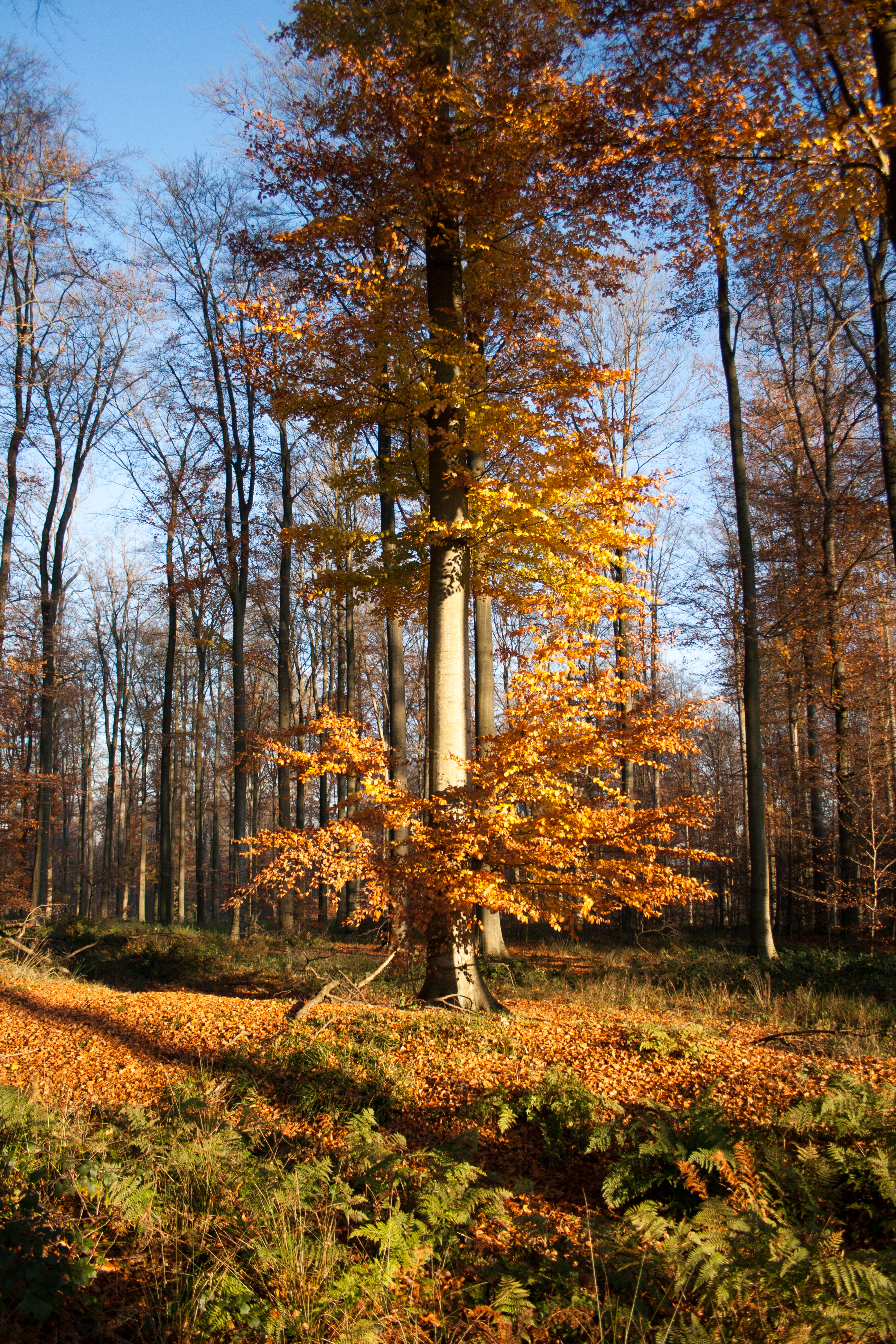

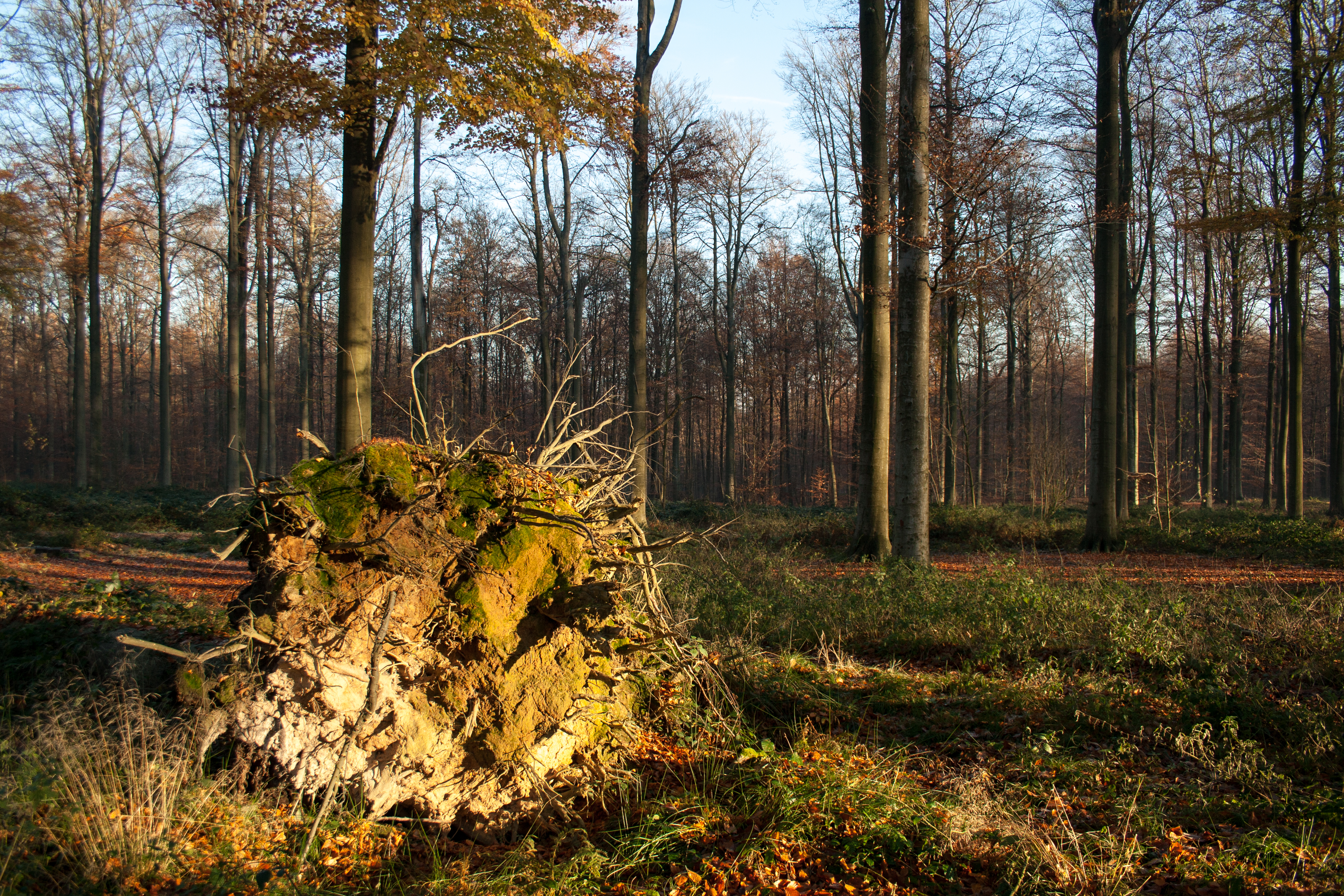

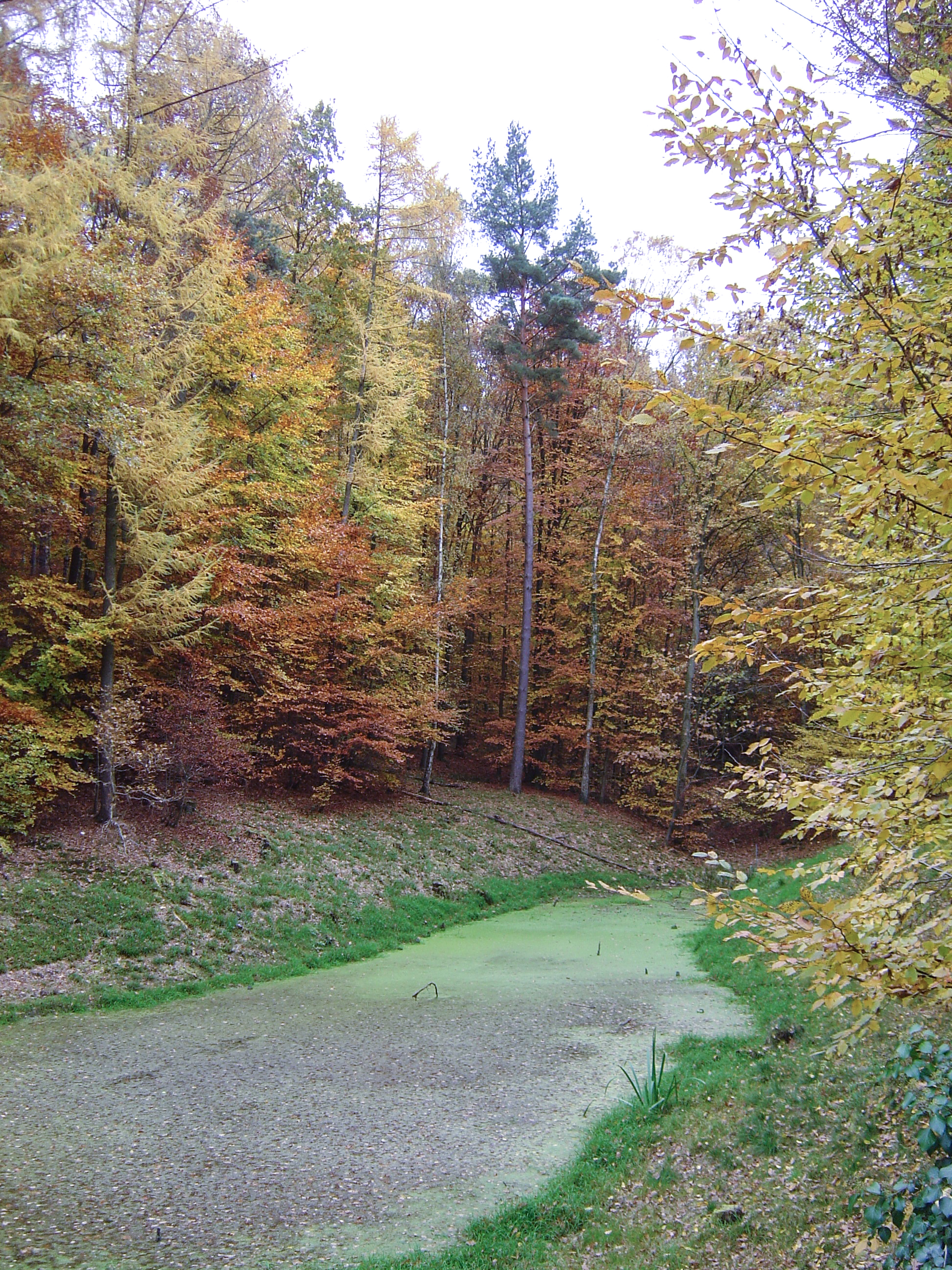

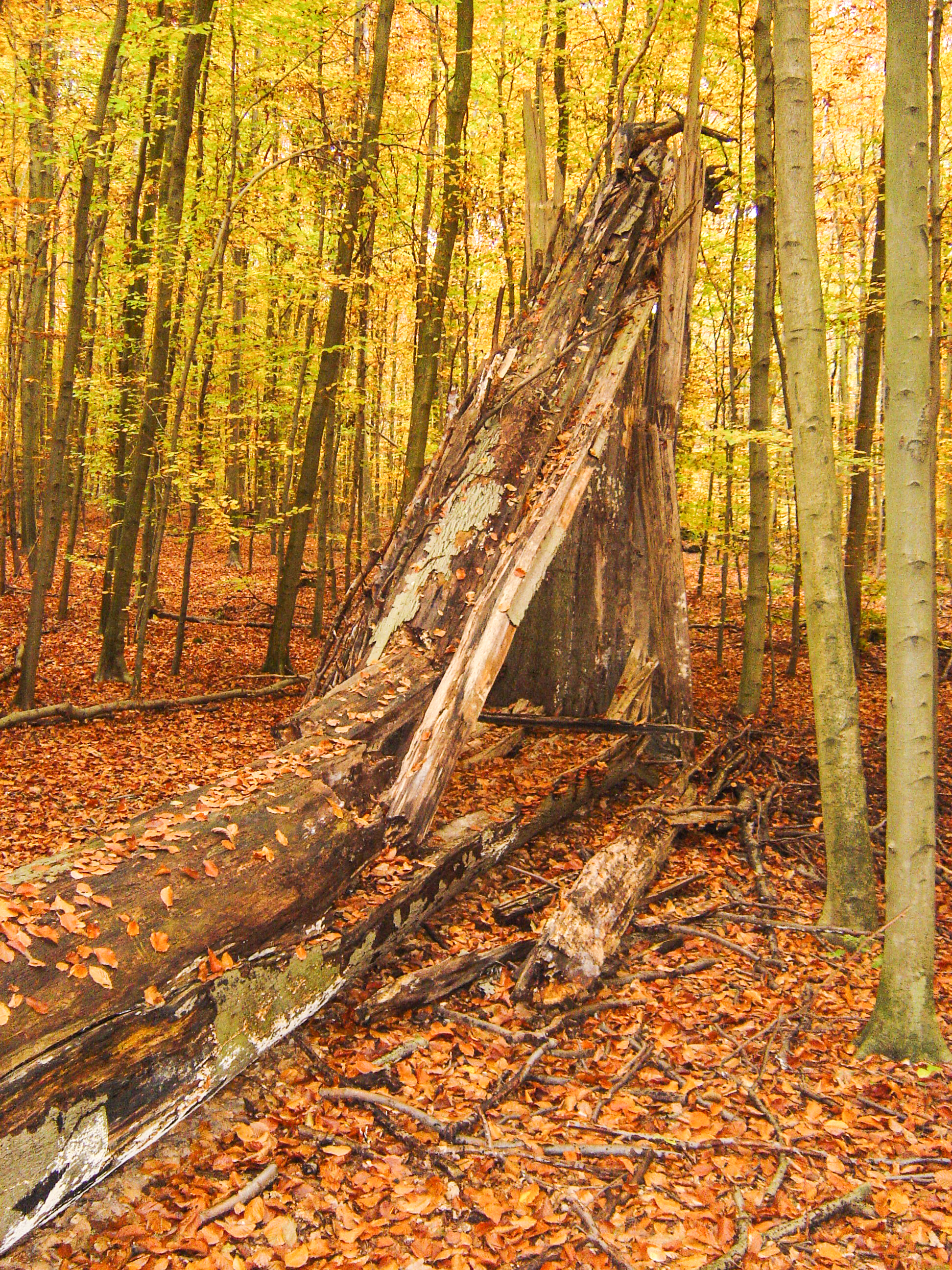

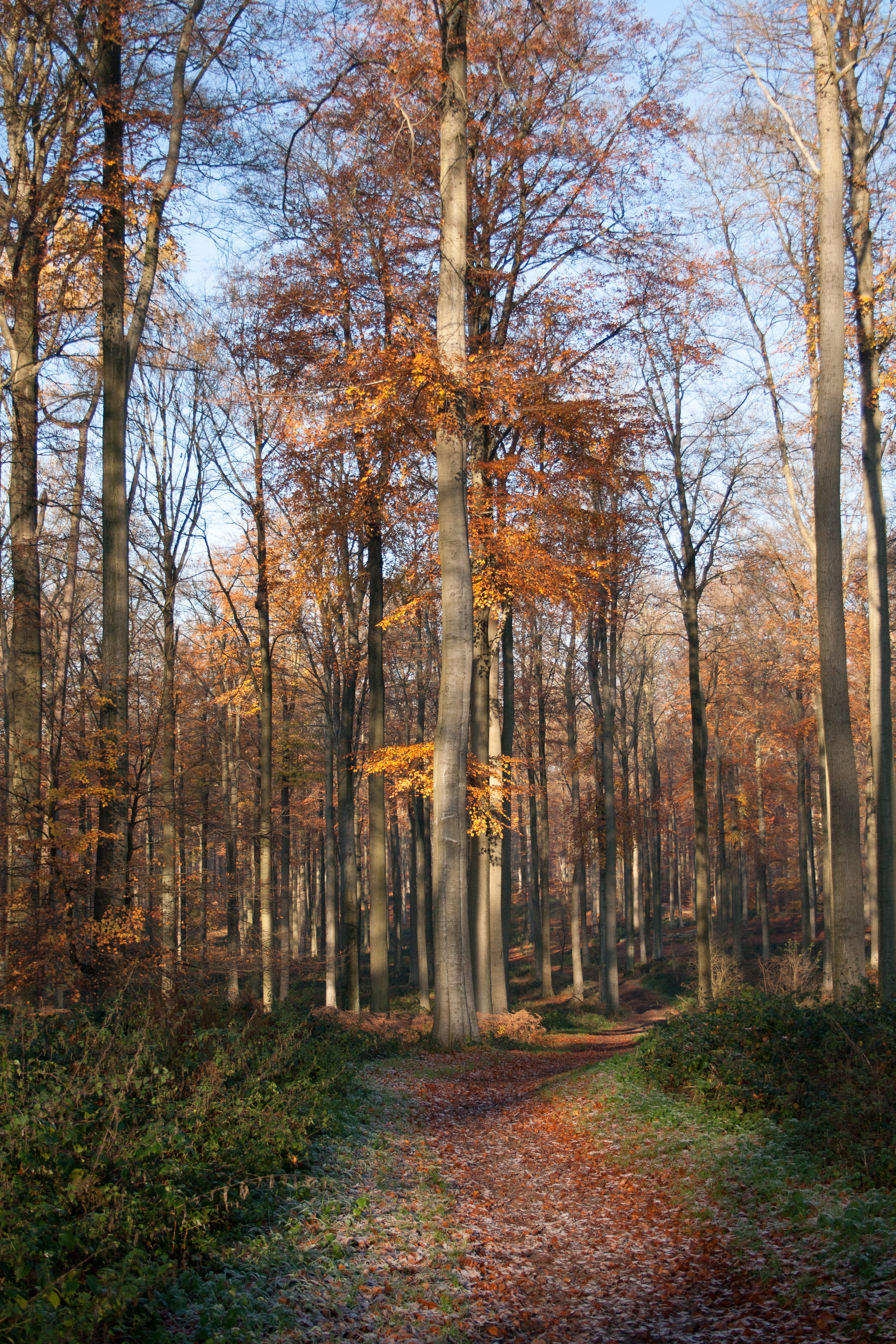

A soignes-i erdő (franciául Forêt de Soignes, latinul Sonia silva, hollandul Zoniënwoud, németül Sonienwald. angolul Sonian Forest) Belgium központi részén, Brüsszel délkeleti határán terül el, annak területileg mintegy az ötödét teszi ki, és átnyúlik mind Flandria, mind Vallónia területére. Keleten Tervurenig, dél felé egészen Waterlooig nyúlik. Az erdőalkotó fa túlnyomórészt, csaknem 80%-ban természetes szaporulatú vagy ültetett európai bükk. Az erdő mai területe 4383 hektár, de ha beleszámítjuk azokat a régebbi erdőterületeket, amelyekből ma már Brüsszel egyes parkjai lettek, mint a Bois de la Cambre vagy a Ten Reuken-park, akkor a területe megközelíti az 5000 hektárt. A soignes-i erdő ma Európa egyik legnagyobb városkörnyéki erdeje, de így is csak szerény maradványa annak a hatalmas ősi rengetegnek, ami még a középkorban is Brabanti Hercegség és Észak-Franciaország nagy részét borította. A soignes-i erdő ma már elsősorban a környező területeke lakosságának pihenési céljait szolgáló parkerdő. A fakitermelés csak korlátozott keretek között, a környezetvédelmi szempontokat messzemenően figyelembe véve, szálalásos módszerrel folytatódik.

## Története
A legutóbbi jégkorszak után, mintegy 10 000 évvel ezelőtt, a környék növényzete az addigi tundra-jellegűből az erdősültség felé változott. Az emberi jelenlétre utaló régészeti emlékek közül a legrégebbieket az i. e. 3. évezredből találták meg. Ezek a kőszerszámok jelenleg a brüsszeli Királyi Művészeti és Történelmi Múzeumban tekinthetők meg. Az i. e. 1. évezredből már halomsírokat is feltártak a területen.
Időszámításunk kezdete körül Nyugat-Európának ezt a részét, a mai Észak-Franciaországot és Belgiumot, óriási erdőségek borították, amint azt Pomponius Mela római földrajztudós és Julius Caesar is feljegyezte. Az erdőségek gazdasági hasznosítása a korai középkorban kezdődött, a fakitermelés és a vadászat mellett ekkoriban jelenhetett meg nagyobb mértékben a faszén-termelés, amit az is jelez, hogy a környék erdőségei egy részének neve Forêt Charbonnière, latinul Silva Carbonaria, azaz Szén-erdő volt.
Az 1000-es évek idején a soignes-i erdő (amelynek nevét általában a Senne folyó keltának tartott nevéből származtatják, de az etimológiája nem tekinthető tisztázottnak) Leuven grófjának birtoka lett, akiből aztán Brabant hercege lett. Uralkodói birtokként nagyrészt elkerülhette az erdőirtás, ami sokfelé másutt mezőgazdasági területekké változtatta a korábbi erdőségeket, viszont több apátság és szerzetesi közösség, zárda kapott engedélyt arra, hogy letelepedhessen az erdőség különböző részein.
V. Károly német-római császár idején az erdő területe még 20 000 hektár volt. Nagyrészt vadászterületnek használta az uralkodó és kísérete, de megkezdődött a nagyobb mértékű fakitermelés is, alapvetően a tarvágás módszerével. Parcelláról parcellára haladva kitermelték a fákat, majd hagyták a területet regenerálódni. A 16. és a 17. század nagyobb politikai küzdelmei idején a fakitermelés gyakran túllépte azt a mértéket, amit a természet még önállóan meg tudott újítani, ezért az erdő területe sokat csökkent.
Az osztrák uralom idején (1714-1795) nagyszabású, rendszeres erdőtelepítés is folyt az erdő korábbi veszteségeinek pótlására. Ennek során azonban kizárólag bükköt telepítettek, ami alapvetően megváltoztatta az erdő addigi, vegyes lombhullató fákból álló összetételét. A ma élő legrégibb fák ebből a korból származnak. A francia időszakban (1795-1814) rögzítették az erdészeti szabályzatot, és megkezdték a tölgyek telepítését is.
A waterlooi csata idején a soignes-i erdőségek ottani vége a Wellington által választott hadállások mögött terült el, ami a hadtudomány szerint általában súlyos hiba, mert akadályozza az esetleg szükségessé váló visszavonulást. Ez később vitát váltott ki a hadtörtészének között. Maga Napóleon is hibának értékelte Wellington döntését egy írásában (Mémoires pour servir à l'histoire de France en 1815, avec le plan de la bataille de Mont-Saint-Jean). A soignes-i erdő végül nem kapott közvetlen szerepet a hadmozdulatokban.
1822-ben, amikor a terület a Holland Királysághoz tartozott, majd 1831 és 1836 között, a belga állam első évei alatt a Société générale de Belgique, a király által alapított állami nagyvállalat elárverezte az erdők mintegy 60%-át, területe 11 500 hektárról 4694 hektárra csökkent. Az új tulajdonosok túlnyomórészt kiirtották az általuk megvásárolt erdőket. Ezek egy része alkotja ma például az Argenteuil-i kastélybirtokot, Ernest Solvay nagyiparos birtokát, vagy a Tervureni arborétumot. Az erdő maradékát a belga állam vásárolta meg 1843-ban, de ez a terület is tovább csökkent a későbbiekben az út- és vasútépítések, valamint két lóversenypálya létesítése okán.

## Erdőgazdálkodás
Az ország 1984-es regionális rendezése során az erdőséget gazdálkodási szempontból felosztották a három régió között. A terület 56%-a Flandria, 38%-a Brüsszel fővárosi régió és 6%-a Vallónia kezelésébe került. A kapucinusok birtokában lévő 347 hektárt a belga Királyi alapítvány kezeli. Ez a felosztás érthető módon okozott bizonyos problémákat az erdő kezelésében.
Mivel az erdő a nagyváros szélén helyezkedik el, rengeteg látogató keresi fel gyalog, lóháton vagy kerékpáron, sok gyerek, fiatal sportol, játszik benne. Az erdő használóinak az együttélését megkönnyítendő létrehoztak egy egyeztető fórumot La Plateforme de la forêt de Soignes néven.
Az erdő Brüsszel zöld tüdejének is tekinthető. A fővárosi régió környezetvédelmi hatósága által kezelt 1657 hektár az egész régió területének 10%-át, és az összes nyilvános brüsszeli zöldterület 60%-át jelenti. A látogatók kiszolgálása mellett továbbra is hasznosítják az erdő gazdasági erőforrásait is. A környezetvédelmi szempontokat messzemenően figyelembe vevő szálaló fakitermelés bevételeit az erdő fenntartásának, fejlesztésének céljaira fordítják.
A vadászatot az erdőségben 1974-ben függesztették fel, majd néhány év múlva teljesen betiltották. Ugyancsak tilos a növények és gombák gyűjtése az erdőség flamand és brüsszeli részeiben. Egyes erdőrészek teljesen le vannak zárva a látogatók elől a regenerálódást elősegítendő. Az ösvényeik, utak egy részét felosztották kizárólag gyalogosok, kerékpárosok illetve lovasok által használható szakaszokra. Egyes útszakaszokról a látogatóknak tilos letérniük az erdőbe.
Az erdő fajtaösszetételét a 17. század óta végzett bükktelepítések határozzák meg. Ezek célja a gazdasági haszon volt, a jó minőségű faanyag termelése. Ennek eredménye a 80%-os bükkös és 10%-os tölgyes lett. Az egységes telepítés magas és egyenes fatörzseket eredményezett. A bükk- és tölgyfák 80 éves korukban érik el maximális magasságukat, utána csak a törzsük vastagszik. Általában 200 éves korukban vágták ki őket, mert faanyaguk egészsége, minősége ezután romlásnak indult a kártevők miatt. Ez a gazdálkodás egységes parcellák kialakulásával, majd tarvágással járt.
Mára az erdőgazdálkodásban a szociális és környezetvédelmi célok kerültek előtérbe. A változatos fajta- és korösszetételű erdő a kívánatos, mert ezzel el lehet kerülni a környezete radikális megváltozását a fák kitermelése esetén, és elősegíti a biodiverzitást az erdő egész élővilágában, élőhelyet biztosít sokkal számosabb állat- és növényfaj számára és javítja a talajt is. A változatos összetételű erdő jobban ellenáll a betegségeknek, kártevőknek, és a természeti csapásoknak (viharkárok) is. Az erdőség egyes homokos, szegényebb talajú  területein tűlevelűeket is telepítenek.

## Geológia
Az erdőség területének tengerszint feletti magassága 65 és 132 méter között mozog. Az állandó erdők az utolsó jégkorszak óta megőrizték a földfelszín azon domborzati és felületi geológiai sajátosságait, amiket másutt a mezőgazdasági termelés és egyéb emberi tevékenység megváltoztatott.
A paleozoikumból származó alapkőzetre rakódtak rá a harmadidőszakban (55 – 2 millió évvel ezelőtt) különböző homokos rétegek, amikor a területet sekély tenger borította. Az eocén ypresi korszakában agyagban gazdag, vízzáró rétegek rakódtak le, ezért felettük a talajvíz szintje magas, és ivóvíz is található az erdőben. Helyenként meszes homokkő is kialakult, amit a középkorban jól hasznosítottak az építőiparban, például a Szent Mihály és Szent Gudula-székesegyház is ebből a kőből épült. Ezekből a rétegekből gazdag trópusi jellegű növényi és állati maradványok kerülnek elő.
A negyedidőszakban alakult ki a jelenlegi felszín, a nagy eljegesedések idején. A felszíni olvadás periódusaiban a víz a fagyott altalajban nem tudott elszivárogni, ezért gyors folyású patakok alakultak ki, amelyek mélyen erodálták a lejtőket. Ezek a vízmosások ma is jól kivehetőek. helyenként ezek a vízmosások egészen a vízhordó rétegek aljáig erodálták a talajt, ekkor felszíni források jelentek meg. Ekkoriban keletkeztek az altalaj iszapos rétegei, helyenként több méter vastagságban. Általában azonban a felszíni talaj és az alatta lévő iszapréteg együtt csak 30–50 cm vastag lett. Alattuk húzódik egy sokkal keményebb réteg, a fragipan, ami a sarki klímán kialakult talajok jellegzetessége. Ez a kemény réteg megakadályozta a bükkfák gyökereinek mélyre hatolását, így a magasra nőtt fák nagyon instabilok. Komolyabb viharok idején az erdőben sokfelé dőlnek ki hatalmas bükkfák, és a kidőlt fák tövénél megfigyelhető, milyen sekély volt a gyökérzetük.

## Állatvilág
A középkorban a soignes-i erdő híres volt gazdag vadállományáról. Azóta a vadászat és az élőhely csökkenése miatt nagyon sok állatfaj eltűnt innen, köztük az őstulok, a jávorszarvas, az európai dámvad, a barna medve, a hiúz,  a vadmacska. Eltűnt a vaddisznó, gímszarvas, az európai őz, és a szürke farkas, is, még 1815 előtt. Az európai vidra, a borz, a nyest, a mezei nyúl tovább tartotta magát, de végül ezek is eltűntek, számtalan kisebb állatfajjal, rovarokkal együtt.
Jelenleg az erdőségben az egyetlen nagyobb méretű vad az újratelepített őz. Állományuk azonban csekély maradt a sok látogató, a kutyák által okozott stressz miatt. Hátráltatja a vadállomány fejlődését az erdő fragmentáltsága, a rajta keresztül vezető sok út, és az egységes bükkfaállomány, ahol kevés az aljnövényzet. 2007-ben azonban már felfigyeltek néhány vaddisznóra is, de nem tudni, hogy ezek maguktól települtek-e ide, vagy esetleg megjelenésük emberi beavatkozás eredménye. Újra megjelent a vörös róka is, ami hozzájárul a kisméretű rágcsálók létszámának szabályozásához. A rókák itt is, mint sok más európai városban, jól alkalmazkodnak az emberi környezethez, és megjelennek az erdőhöz közeli települések kertjeiben is.
A kisemlősök közül sok itt a rágcsáló, a pocokfélék, például a vöröshátú erdeipocok, az egérfélék, valamint az őket fogyasztó menyét, hermelin és görény. A vörös mókus mellett az erdőben a 20. század végén véletlen emberi beavatkozás révén elszaporodott a szibériai csíkosmókus is, ez utóbbi azonban nem a vörös mókusok számára jelent konkurenciát, hanem bizonyos földön fészkelő madarakat veszélyeztet.
Az erdőben nem kevesebb, mint 14 féle denevér él, egy részük erősen veszélyeztetett faj.
A madárvilágot mintegy száz faj képviseli. Sajnálatos módon ez a fajtagazdagság is csökkenőben van, különösen ami a verébalakúakat illeti, mint a cinegefélék, pintyfélék, óvilági poszátafélék, légykapófélék. Kis nappali és éjjeli ragadozómadarak is élnek itt, valamint galambfélék, varjúfélék, szarkák és szajkó. Az erdei tavak közelében különböző vízimadarakkal lehet találkozni, mint a tőkés réce, vízityúk, szárcsák vagy a szürke gém.
A lápok és tavak különösen érzékeny élővilágának képviselői a halak közül például a szigorúan védett szivárványos ökle , és a kétéltűek néhány fajtája. Egyeseket közülük a kipusztulás fenyegeti a környezetszennyezés és a felelőtlenül szabadon bocsátott egzotikus állatok, mint bizonyos teknősök, békák és kígyók, illetve az olyan inváziós fajok, mint a ponty miatt.
A soignes-i erdő gerinctelen élőlényeit eddig kevéssé tanulmányozták. Mindenesetre néhány tudományos vizsgálat már történt, és ezekből kitűnik, hogy az erdőben 38 bogárfaj (például a védett nagy szarvasbogár) és 137 pókfaj él. Az endemikus fajokat itt is fenyegeti az inváziós fajok, mint a vadgesztenyelevél-aknázómoly és a harlekinkatica térhódítása.
Ami a lepkéket illeti, itt is csökkenőben van a fajok és az egyedek száma is, de még sok faj megtalálható, mint a közönséges boglárka, a fecskefarkú lepke. A hangyák 16 különböző faját figyelték meg. A hártyásszárnyúak közül gyakori a házi méh. Élnek itt az ugróvillások, illetve a kétszárnyúak csoportjába tartozó ízeltlábúak is.

## Növényvilág
Az idős bükkerdő nagyon kevés más növény betelepedését teszi lehetővé. A zárt lombkorona csak kevés fényt enged át, a vastag, nehezen lebomló avarréteg savanyítja a talajt. A homokosabb talajokon erdeifenyő díszlik, Sokfelé élnek harasztok. A változatosabb, természetesebb állományú erdőrészek fái között sok a kocsányos tölgy, a kőris, a hegyi juhar, a vadcseresznye, a gyertyán és a nyír. Ezeken a helyeken az aljnövényzet is gazdagabb, sok itt az erdei szellőrózsa, a salátaboglárka, az erdei jácint, az illatos búbos lonc, szagos müge, a csalánlevelű harangvirág, az erdei nebáncsvirág. Az euphorbiák közül gyakori az erdei kutyatej.
Különösen értékesek botanikai szempontból az erdő nedves területei, a lápok, amelyeket egy időben a kiszáradás fenyegetett a lecsapolási törekvések miatt. A Vuylbeek patak völgyében visszafordították ezt a folyamatot, kivágták a nyárfákat. A létrejött védett területen elszaporodtak az égerfák és változatos növényvilág alakult ki, amelyek odavonzzák a rovarokat is, köztük a szitakötőket.

## Gombák
A nedves éghajlat kedvez a gombáknak, több mint ezer fajuk él itt, de a tilalom ellenére sokan gyűjtik azokat, ami veszélyt jelent a fennmaradásukra. A teljesen zárt természetvédelmi területek jó menedéket nyújtanak a számukra. A zuzmók és lombosmohák megbízhatóan jelzik a levegő és a talaj minőségének változását.

## Környezetvédelmi gondok
A látogatók helyenként túl nagy száma mellett a soignes-i erdőt leginkább a fragmentálódás által okozott környezeti veszélyek fenyegetik. Az erdőt számos út szeli át, amellett a látogatók számára külön séta- kerékpár- és lovas-utakat alakítottak ki. A legnagyobb gondot a forgalmas N275-ös számú út és a 161-es számú vasútvonal jelentik, amelyek egymás közelében, csaknem párhuzamosan szelik át az erdőséget. Ezek nem csak elválasztják az eredetileg összefüggő erdőterületeket, hanem a tájképi határterületek dinamikája révén az így kialakult erdőszéleken az erdőétől eltérő ökológiai fülkék alakulnak ki.
A problémák enyhítésére nagy ökológiai felüljárók építését tervezik, valamint egyes sport- és szabadidős tevékenységeket igyekeznek az erdőből más, kevésbé érzékeny területekre átirányítani.

## Fordítás
Ez a szócikk részben vagy egészben a Forêt de Soignes című francia Wikipédia-szócikk ezen változatának fordításán alapul.  Az eredeti cikk szerkesztőit annak laptörténete sorolja fel. Ez a jelzés csupán a megfogalmazás eredetét és a szerzői jogokat jelzi, nem szolgál a cikkben szereplő információk forrásmegjelöléseként.